# 점을 가진 공간
호모토피 이론에서 점을 가진 공간(영어: pointed space)은 위상 공간과 그 속의 한 점으로 이루어진 순서쌍이다.

## 정의
범주 {\displaystyle {\mathcal {C}}}가 시작 대상 {\displaystyle 1\in {\mathcal {C}}}을 갖는다고 하자.
{\displaystyle {\mathcal {C}}} 위의 점을 가진 범주(영어: pointed category) {\displaystyle {\mathcal {C}}_{\bullet }}는 쌍대 조각 범주 {\displaystyle 1\backslash {\mathcal {C}}}이다. 즉,
- {\displaystyle {\mathcal {C}}_{\bullet }}의 대상은 {\displaystyle {\mathcal {C}}}의 사상 {\displaystyle \bullet _{X}\colon 1\to X}이다. 이는 {\displaystyle X}와 그 속의 "점" {\displaystyle \bullet _{X}}의 순서쌍 {\displaystyle (X,\bullet _{X})}으로 생각할 수 있다. 이를 {\displaystyle X}의 밑점(-點, 영어: basepoint)이라고 한다.
- {\displaystyle {\mathcal {C}}_{\bullet }}의 대상 {\displaystyle (X,\bullet _{X}),(Y,\bullet _{Y})\in {\mathcal {C}}_{\bullet }} 사이의 사상 {\displaystyle f\colon (X,\bullet _{X})\to (Y,\bullet _{Y})}은 다음 그림을 가환하게 하는 {\displaystyle {\mathcal {C}}}에서의 사상 {\displaystyle f\colon X\to Y}이다.
{\displaystyle {\begin{matrix}1&{\xrightarrow {\bullet _{X}}}&X\\&{\scriptstyle \bullet _{Y}}\!\!\searrow &\downarrow \scriptstyle f\\&&Y\end{matrix}}}

즉, 점을 가진 범주에서의 사상은 점을 보존하는 사상이다.

## 성질
시작 대상 {\displaystyle 1\in {\mathcal {C}}}을 가진 범주 {\displaystyle {\mathcal {C}}} 위의 점을 가진 범주 {\displaystyle {\mathcal {C}}_{\bullet }}는 항상 영 대상 {\displaystyle 1\in {\mathcal {C}}_{\bullet }}을 가진다.
영 대상을 가진 범주 {\displaystyle {\mathcal {C}}} 위의 점을 가진 범주는 {\displaystyle {\mathcal {C}}}와 동치이다. 즉, 범주 {\displaystyle {\mathcal {C}}}에 대하여 다음 두 조건이 서로 동치이다.
- {\displaystyle {\mathcal {C}}}는 영 대상을 가진다.
- {\displaystyle {\mathcal {C}}\simeq {\mathcal {D}}_{\bullet }}인, 시작 대상을 가진 범주 {\displaystyle {\mathcal {D}}}가 존재한다.

### 망각 함자
시작 대상 {\displaystyle 1\in {\mathcal {C}}}을 가진 범주 {\displaystyle {\mathcal {C}}} 위의 점을 가진 범주 {\displaystyle {\mathcal {C}}_{\bullet }}는 원래 범주 {\displaystyle {\mathcal {C}}}로 가는 자연스러운 망각 함자
{\displaystyle F\colon {\mathcal {C}}_{\bullet }\to {\mathcal {C}}}
를 갖는다.
만약 {\displaystyle {\mathcal {C}}}가 유한 쌍대 완비 범주라면, 망각 함자는 왼쪽 수반 함자
{\displaystyle (-)_{+}\colon {\mathcal {C}}\to {\mathcal {C}}_{\bullet }}
{\displaystyle (-)_{+}\colon (X\in {\mathcal {C}})\mapsto X_{+}=(X\sqcup 1,1\hookrightarrow X\sqcup 1)}
{\displaystyle (-)_{+}\dashv F}
를 갖는다. 이를 밑점 추가(영어: adjoining disjoint basepoint)라고 한다.

### 분쇄곱
{\displaystyle ({\mathcal {C}},\otimes )}가 유한 완비 유한 쌍대 완비 닫힌 모노이드 범주라고 하자. 그렇다면 {\displaystyle {\mathcal {C}}_{\bullet }} 역시 닫힌 모노이드 범주를 이룬다. {\displaystyle {\mathcal {C}}_{\bullet }}에서의 텐서곱은 분쇄곱(영어: smash product) {\displaystyle \wedge }이라고 한다. 또한, 만약 {\displaystyle ({\mathcal {C}},\otimes )}가 대칭 모노이드 범주라면 {\displaystyle ({\mathcal {C}}_{\bullet },\wedge )} 역시 대칭 모노이드 범주이다.
구체적으로, {\displaystyle {\mathcal {C}}_{\bullet }} 속의 두 대상 {\displaystyle (X,\bullet _{X})}, {\displaystyle (Y,\bullet _{Y})}의 분쇄곱 {\displaystyle (X,\bullet _{X})\wedge (Y,\bullet _{Y})}은 다음과 같은 밂이다.
{\displaystyle {\begin{matrix}(X\otimes 1)\sqcup (1\otimes Y)&\to &1\\\downarrow &&\downarrow \\X\otimes Y&\to &X\wedge Y\end{matrix}}}
이 네모의 왼쪽 변은
{\displaystyle \otimes \bullet _{Y}\colon X\otimes 1\to X\otimes Y}
{\displaystyle \bullet _{X}\otimes \colon 1\otimes Y\to X\otimes Y}
로부터 유도되는 사상
{\displaystyle (\otimes \bullet _{Y})\sqcup (\bullet _{X}\otimes )\colon (X\otimes 1)\sqcup (1\otimes Y)\to X\otimes Y}
이다.
{\displaystyle {\mathcal {C}}_{\bullet }}에서의 지수 대상 {\displaystyle [-,-]_{\bullet }}은 다음과 같은 당김이다.
{\displaystyle {\begin{matrix}[X,Y]_{\bullet }&\to &1\\\downarrow &&\downarrow \scriptstyle {\bullet _{Y}}\\{}[X,Y]&{\xrightarrow[{\circ {\bullet _{X}}}]{}}&[1,Y]\end{matrix}}}
{\displaystyle [X,Y]_{\bullet }}의 점은 유일한 사상 {\displaystyle X\to 1{\xrightarrow {\bullet _{Y}}}Y}에 대응한다.

## 예

### 점을 가진 집합
집합의 범주에서, 시작 대상은 한원소 집합이다. 따라서, 점을 가진 집합(영어: pointed set)의 범주 {\displaystyle \operatorname {Set} _{\bullet }}의 원소는 집합 {\displaystyle S}와 그 속의 원소 {\displaystyle \bullet _{S}\in S}의 순서쌍 {\displaystyle (S,\bullet _{S})}이다.
점을 가진 집합의 범주는 대수 구조 다양체의 범주이다. 즉, 점을 가진 집합은 하나의 0항 연산을 가진 대수 구조로 생각할 수 있다. (이 대수 구조 다양체에서는 자명하지 않은 대수적 관계가 존재하지 않는다.)

### 점을 가진 공간
위상 공간의 범주 {\displaystyle \operatorname {Top} }에서 끝 대상은 한원소 공간 {\displaystyle \{\bullet \}}이며, 한원소 공간에서 위상 공간 {\displaystyle X}로 가는 연속 함수 {\displaystyle \{\bullet \}\to X}는 {\displaystyle X} 속의 한 점 {\displaystyle \bullet _{X}\in X}을 제시하는 것과 같다. 즉, 점을 가진 공간(영어: pointed space) {\displaystyle (X,x_{0})}은 위상 공간 {\displaystyle X}와 그 속의 한 점 {\displaystyle x_{0}\in X}로 구성된 순서쌍이며, 점을 가진 공간의 범주 {\displaystyle \operatorname {Top_{\bullet }} }의 사상인 점을 보존하는 연속 함수(영어: basepoint-preserving continuous map) {\displaystyle f\colon (X,\bullet _{X})\to (Y,\bullet _{Y})}는
{\displaystyle f(\bullet _{X})=\bullet _{Y}}
인 연속 함수이다.

### 영 대상을 가진 범주
군의 범주 {\displaystyle \operatorname {Grp} }나 아벨 군의 범주 {\displaystyle \operatorname {Ab} }, 나아가 임의의 아벨 범주는 모두 영 대상을 가지므로 그 위의 점을 가진 범주는 원래 범주와 동치이다.
예를 들어, 모든 군 또는 아벨 군 {\displaystyle G}에 대하여, 항등원 {\displaystyle 1_{G}\in G}는 그 "점"을 이룬다.